# Sapotaceae
Sapotaceae es una familia de fanerógamas, en el orden Ebenales. La familia tiene aproximadamente 800 especies de árboles perennes y arbustos en 65 géneros (35 a 75, dependiendo de la definición del género). La distribución es pantropical.
Muchas de sus especies producen fruta comestible, y/o de otros usos económicos. Las especies más conocidas por su fruta comestible son: Manilkara zapota (sapodilla, níspero zapote), Manilkara chicle (chicle), Chrysophyllum cainito (caimito), Pouteria lucuma (lúcuma),  Pouteria caimito (caimito amarillo, abiu), Pouteria campechiana(canistel), Pouteria sapota(zapote), Vitellaria paradoxa, Sideroxylon australe.
Los árboles del género Palaquium (gutapercha) producen un importante látex con muchos usos.
Las semillas del árbol Argania spinosa (L.) Skeels producen un aceite comestible aceite de argán, tradicionalmente cosechado en Marruecos.

## Descripción
Son en general plantas arbóreas de hojas enteras, con o sin estípulas, de disposición alterna. Flores pequeñas, no vistosas, de simetría radial, hermafroditas, cíclicas, diclamídeas. Sépalos en número de 4 a 8 y en dos verticilos, soldados en la base. Corola con 4 a 8 pétalos soldados. Androceo formado por 8 o 10 estambres en dos verticilos, todos fértiles o un verticilo estaminodial. Ovario súpero con 4 a 12 carpelos y otros tantos lóculos, y en cada lóculo solo un óvulo. Fruto carnoso, a veces con cáscara coriácea.

## Etimología
El nombre de la familia se debe al sapota, un nombre considerado actualmente como sinonimia de Manilkara (también conocido por el nombre inválido Achras). 
El género tipo es: Manilkara Adans.
Géneros
| - Aubregrinia - Aulandra - Autranella - Baillonella - Breviea - Burckella - Capurodendron - Chromolucuma - Chrysophyllum - Delpydora - Diploknema - Diploon - Eberhardtia - Ecclinusa - Elaeoluma - Englerophytum | - Faucherea - Gluema - Inhambanella - Isonandra - Labourdonnaisia - Labramia - Lecomtedoxa - Leptostylis - Letestua - Madhuca - Manilkara - Mastichodendron - Micropholis - Neohemsleya - Neolemonniera - Nesoluma - Niemeyera | - Northia - Omphalocarpum - Palaquium - Payena - Pichonia - Pouteria - Pradosia - Pycnandra - Sarcaulus - Sarcosperma - Sideroxylon - Synsepalum - Tieghemella - Tridesmostemon - Tsebona - Vitellaria (sin. Butyrospermum) - Vitellariopsis - Xantolis |

## Sinónimos
- Achradaceae, Boerlagellaceae, Bumeliaceae, Sarcospermataceae.